# Aelius Lampridius
Aelius Lampridius zaliczany jest do grona Scriptores Historiae Augustae. Był autorem życiorysów: Kommodusa Antoninusa, Diadumenusa Antoninusa, Antoninusa Heliogabala i Aleksandra Sewera.